# Chcę znać swój grzech...
Chcę znać swój grzech... – singel Kasi Kowalskiej napisany przez nią samą we współpracy z Robertem Amirianem i wydany w 1996 roku.
Utwór reprezentował Polskę podczas 41. Konkursu Piosenki Eurowizji w 1996 roku.

## Historia utworu

### Nagrywanie
Piosenka została napisana w 1996 roku, muzykę skomponował polski muzyk ormiańskiego pochodzenia Robert Amirian, natomiast tekst stworzyła Kasia Kowalska, wykonawczyni utworu. Za produkcję i aranżację singla odpowiedzialny był Wiesław Pieregrólka, za realizacja dźwięku i miksowanie – Staszek Bokowy, za realizację dźwięku – Andrzej Sasin, a za mastering – Julita Emanuiłow. Sesja nagraniowa numeru odbyła się w 1996 roku w Filharmonii Narodowej w Warszawie oraz w Izabelin Studio.

### Konkurs Piosenki Eurowizji
W 1996 utwór został wybrany wewnętrznie przez TVP na propozycję reprezentującą Polskę podczas 41. Konkursu Piosenki Eurowizji w Oslo. W finale zdobył 37 punktów, zajmując 15. miejsce w głosowaniu jurorskim. Podczas występu Kowalskiej towarzyszyły chórzystki Anna Serafińska i Dorota Miśkiewicz, kontrabasista Adam Cegielski i pianista Bogdan Hołownia, orkiestrą zaś dyrygował producent piosenki – Wiesław Pieregrólka.

## Lista utworów
1. „Chcę znać swój grzech...” – 2:52
2. „Why Should I...” – 2:52
3. „Chcę znać swój grzech...”/„Why Should I...” (Instrumental) – 2:52

## Notowania na listach przebojów
| Kraj   | Notowanie (1994)                   | Pozycja |
| ------ | ---------------------------------- | ------- |
| Polska | Lista Przebojów Programu Trzeciego | 1       |
| Polska | Szczecińska Lista Przebojów        | 6       |